# 詹伯鲁
詹伯鲁是澳大利亚新南威尔士州南部沿海凯阿玛自治区的一座村镇，距离凯阿玛镇（Kiama）11公里且较之更深入内陆。2016年的人口普查显示，詹伯鲁人口数为1,636。这座小镇的名字源自一个澳洲土著词语，意思是“小道”。
此地因詹伯鲁运动公园，詹伯鲁旅店（酒馆）和本地乳酪业团体而闻名。澳大利亚伊拉瓦拉短角牛（Australian Illawarra Shorthorna）起源于此。政治家约瑟夫·库伦（Joseph Cullena）出生于此。

## 历史
山谷中欧洲人的历史始自19世纪早期那个雪松砍伐工穿过雨林收集这种珍贵木材的年代。19世纪20年代早期，跟随着于1821年获得首块政府赠地的威廉·戴维斯(William Davis)，以及紧随其后的约翰·里奇(John Ritchie)和约翰·库伦(John Cullen)的脚步，殖民拓荒者来到此处。
1830年代后期，作为土地拥有者的迈克尔·海厄姆(Micheal Hyam)于1841年对其私人村镇詹伯鲁进行了规划。南海岸主干道(Main South Coast Road)构成了村子的北部边界，而在小镇的西边他留出地块用于建造新教教堂。圣斯蒂文长老会教堂(the Presbyterian church of St Stephen)坐落于原来的地块上。位于维拉街(Wyalla St)拐角的卫理会(Methodist Church)教堂现在属于联合会(Uniting Church)并且仍在提供服务，其土地先是给了英格兰教会(Church of England)，也就是现在的澳大利亚圣公会(Anglican Church of Australia)，后被卖掉。现在的圣公会教堂则位于海伊恩溪(Hyam Creek)以北的忒茨山(Tates Hill)上。旧的长老会，圣公教和联合会墓地仍位于原来的地块上，虽然最晚在1920年代它们已经不再提供葬入服务。
詹伯鲁仅有的一座加油站外的标牌宣示着小镇的澳大利亚乳制品合作生产方式发源地的身份。1884年澳大利亚第一家黄油合作社工厂在詹伯鲁建立，其位置临近旧南海岸主干道（现在的詹伯鲁路，Jamberoo Road），在泉水溪(Spring Creek)和标记旧收费站的纪念碑正西，距王子高速公路(Princes Highway)2公里处。说其位于凯阿玛更合适。一座方尖碑标记着地点。
随着时间的推移，其他黄油工厂出现了：伍德斯多克(Woodstock)和后来成为该镇东部工厂巷(Factory Lane)主要工厂的沃克普(Wauchope)。

## 历史遗产
詹伯鲁有数处地点位列历史遗产清单，其中包括：
- 阿劳约街(Allowrie St)2号：圣斯蒂文长老会教堂[5]
- 詹伯鲁主干道以东2公里：考瓦拉农舍(Culwalla Homestead)[6]

## 地理
詹伯鲁位于被当地人称之为“那片沼泽”的米娜姆拉沼泽(Minnamurra Swamp)的西端。米娜姆拉河(Minnamurra River)从沼泽北部的米娜姆拉瀑布流出，在工厂巷的旧黄油工厂东边进入人造河道。人造河道使得河水流往沼泽北侧；而河水的故道在蜿蜒穿过沼泽东边的广阔地带后跨过沼泽路(Swamp Road)，沿沼泽的南侧奔流。在涨潮和降雨量大的时候，河水会阻断沼泽路而恢复其故道。
詹伯鲁和米娜姆拉河所在的山谷陡峭且相当狭窄。因此，小镇和山谷不受像附近的阿尔比恩公园(Albion Park)所遭受的那种极端天气影响。这是一个重要的观察结果，因为该地区的气候数据采集自阿尔比恩公园。 来自詹伯鲁气象站的当地研究（未经证实）表明，风速在詹伯鲁大约是在阿尔比恩的一半，而降雨量则根据海拔高度和陡峭山谷两侧的接近程度而有很大差异。 詹伯鲁的气温也不像在阿尔比恩公园记录到的那么极端。

## 管辖
詹伯鲁于1890年11月21日被宣布为自治区。位于阿劳约街的肉店是前议会厅，而跨越海伊恩溪，连接村镇北部和南部的桥于1937年由当时的市长弗莱德里克斯夫人(Mrs Fredericks)开放。 詹伯鲁是凯阿玛自治区的一部分，其在州议会的席位和联邦议会的席位分属凯阿玛和基尔默(Gilmore)；除詹伯鲁外，基尔默主要由包括南卧龙岗(southern Wollongong)和贝壳港(Shellharbour)的大都市区组成。

## 人口结构
詹伯鲁有着成为一座老年人和奶农的小镇的"自我意识"。 然而，詹伯鲁圣公会的调查显示，本地人口主要的年龄段为40到49岁，其次是10到19岁，再接着则为0到9岁。 20到29岁和30到39岁的“失踪岁月”人口明显较少，50岁及以上的“黄金岁月”人口也是如此。
进一步的研究表明，詹伯鲁的工作者的主要就业类别为“专业型”。 被归类为“专业型”的工作者绝大多数是教师，其中大多数是女性。她们的伴侣或丈夫大多为商人或与贸易相关的主管角色。与退休人员一样，奶农只占极少数。

## 教育
詹伯鲁的教育服务最初由英格兰教会（现圣公会）提供，地点就在迈克尔·海伊恩最初赠与的土地上。学校于1842年初在一栋部分由私人定期捐助和政府资金拨款的建筑物中开始。 在一名老师于1873年8月离开后，有人提议将其改为公立学校，但这种情况并未发生。该校于1874年3月重新开放，当时有40名学生。
公立学校在1878年一月开始运行，这使得教会学校随后关闭。

## 名人
- 约翰·托马斯(汤姆)·蔻（John Thomas (Tom) Cole）是一名奶农和种马饲养员，于1854年11月在詹伯鲁出生。他在乳制品行业扮演了领导者角色并参与当地政治。[12]
- 威廉·波图斯·库伦 爵士 （页面存档备份，存于）（Sir William Portus Cullen），生于1855年5月22日，首席大法官和政治家，1883年进入新南威尔士州律师协会，退休后于1935年去世。[13]
- 所罗门·赫伯特·海伊恩 （页面存档备份，存于），生于1837年5月16日，生产商和政治家。他将自己定位为批发生产商，曾被选为巴尔曼(Balmain)的市议员(1874)和市长(1876-1879)。于1901年11月7号去世。[14]